# 오네긴 (발레)
〈오네긴〉은 러시아의 소설가 푸시킨의 운문 소설 <예브게니 오네긴>(1831)을 원작으로 독일의 안무가 존 크랑코가 안무하고 작곡가 쿨트 하인즈 스콜제가 차이콥스키 작품 여러 곡을 편곡하여 발레화한 작품으로, 마르시아 하이데, 레이 바라 주연으로 1965년 초연했다. 독일 슈투트가르트 발레단의 오리지널 레퍼토리이자 대표 작품 중 하나이다.

## 줄거리

### 1막
- 오네긴과 타티야나의 만남 : 도회지 귀족 청년인 예브게니 오네긴은 친척 어른의 영지를 물려받아 막 시골을 방문했다. 라린 대령의 작은 딸 올가와 약혼한 친구 블라디미르 렌스키와 함께 라린가를 방문하는 오네긴. 올가는 약혼자 렌스키와 행복을 만끽하는 반면, 올가의 언니인 타티야나는 내성적이며 책 읽는 것만 즐긴다. 라린 대령의 집 정원에서 타티야나 자매와 시골 처녀들은 거울 속에서 미래의 신랑 얼굴을 찾는 놀이를 한다. 올가가 거울을 들여다보자 때마침 렌스키가 나타나 거울 속에 얼굴을 내밀어 올가는 기뻐한다. 다음으로  타티야나가 거울을 들여다보자, 렌스키와 함께 온 오네긴이 장난으로 얼굴을 내밀고 타티야나는 놀란다. 타티야나는 잠시 오네긴과 산책을 하며 세련된 이방인 오네긴에게 흠뻑 반하지만, 오네긴은 타티야나가 읽고 있던 로맨스 소설책을 보고 웃을 뿐이다.
- 타티야나의 편지 : 그날 밤, 침실에서 오네긴에게 열정적인 사랑의 편지를 쓰는 타티야나. 첫사랑의 환상에 푹 빠진 타티야나는 거울 속에서 나타난 오네긴의 환영과 춤을 춘다. 다음 날 타티야나는 유모를 통해 편지를 오네긴에게 보낸다.

### 2막
- 타티야나의 영명축일 : 얼마 후 타티야나의 영명축일 파티에 초대받은 오네긴. 오네긴에게 시골 사람들이 모인 파티는 지루하고 촌스러우며, 타티야나의 격정적인 편지도 유치하게 느껴질 뿐이다. 자신이 보낸 편지를 찢으며 면박을 주는 오네긴의 모습에 타티야나는 크게 상처받는다. 짜증이 난 오네긴은 심심풀이 삼아 올가에게 구애하는 것처럼 굴며 렌스키를 도발하고, 화가 난 렌스키는 오네긴에게 결투를 신청한다.
- 렌스키와 오네긴의 결투 : 두 사람의 결투를 타티야나와 올가가 말리려고 하지만, 결국 헛된 결투에 렌스키는 목숨을 잃고 오네긴은 영지를 떠난다.

### 3막
- 상트페테르부르크의 무도회 : 몇 년 후 상트페테르부르크로 돌아온 오네긴은 그레민 공작과 결혼해 공작부인이 된 타티야나를 무도회에서 발견하고 놀란다. 오네긴은 시골 아가씨이던 옛날과 달리 화려한 사교계의 중심에서 명망이 높은 타티야나에게 매혹되어, 시골에서 타티야나를 만났던 지난 날을 회상한다.
- 타티야나의 방 : 편지를 보내 열렬히 구애하는 오네긴의 태도에 타티야나는 마음의 동요를 느낀다. 타티야나의 방으로 찾아온 오네긴. 마지막 2인무에서 두 사람의 회한과 이중적인 감정이 표출되고, 결국 타티야나는 편지를 찢으며 오네긴의 구애를 거절한다.